# استاینکیر (شهر)
استاینکیر (به لاتین: Steinkjer) یک منطقهٔ مسکونی در نروژ است که در استاینکیر واقع شده‌است. استاینکیر ۷٫۹۴ کیلومتر مربع مساحت و ۱۲٬۹۰۸ نفر جمعیت دارد و ۷ متر بالاتر از سطح دریا واقع شده‌است.